# Hermann Uhde
Hermann Uhde   (Bremen, 20 de juliol de 1914 - Copenhaguen, 10 d'octubre de 1965) Va ser un dels més importants baix-baríton alemanys del segle xx.
Fill d'una nord-americana, va estudiar a Bremen sent alumne del famós baríton Karl Scheidemantel. Va ser format com a baix, per Philipp Kraus a l'Escola d'Òpera de Bremen, debutant a la seva ciutat com Titurel en Parsifal el 1936. Va integrar els elencs de les òperes de Heidelberg (1938 - 1940), Òpera Estatal de Baviera (1940-1942) i a l'Haia (1942 -44). Va ser finalment reclutat per la Wehrmacht sent capturat per les Forces aliades a França sota custòdia americana fins a 1946.
El 1947 va tornar a l'escenari a Hamburg, Viena i Múnic amb gran èxit com Mandryka, Gunther i Telramund. En 1951 va ser convidat per Wieland Wagner a el nou Festival de Bayreuth convertint-se en un dels baluards de la revolució escènica encarada pel net de compositor. Entre 1951 i 1960 va ser admirat com Holländer, Klingsor, Gunther, Donner, Wotan en Rheingold, Telramund i Melot. La seva associació amb la soprano Astrid Varnay va ser notable en els rols d'Holandès-Senta i Ortrud-Telramund.
Al Festival de Salzburg i al Metropolitan Opera on cant entre 1955 i 1964 a més d'altres cases europees. Va ser un notable Wozzeck i va crear els rols de Creon en Antigonae de Carl Orff, The Rape of Lucretia de Britten i altres.
Va morir d'un infart massiu durant una representació de Faust III de Bentzon a Copenhaguen.

## Discografia de referència
- Parsifal - Hans Knappertsbusch, 1951
- Das Rheingold - Joseph Keilberth, 1952
- Götterdämmerung - Clemens Krauss, 1953
- Lohengrin - Joseph Keilberth, 1953
- Der fliegende Holländer - Hans Knappertsbusch, 1955
- Das Rheingold - Rudolf Kempe, 1960